# Полетика, Андрей Андреевич
Андрей Андреевич Полетика — черниговский губернский предводитель дворянства в 1785—1788 годах, автор «Дневника пребывания Екатерины II в Киеве, в 1787 г.»

## Биография
Происходил из старинного рода казацкой старшины Гетманщины. Сын бунчукового товарища Андрея Павловича Полетики (ок. 1708—1773) от брака с Анной Ивановной Ласкевич. Родился в 1739—1741 годах. Младший брат Григория и Ивана Полетик.
В службу вступил в 1758 году войсковым канцеляристом в Генеральную войсковую канцелярию, где был произведен в чины: войскового товарища (12 ноября 1763) и бунчукового товарища (28 сентября 1767). В 1771 году, по случаю появления чумы, определен был Малороссийской коллегией в Хмеловскую и Смелянскую сотни для учреждения карантинных домов и караулов. 26 апреля 1784 года получил чин коллежского асессора, а в 1787 году был надворным советником. По выбору дворянства, в 1784 и 1797—1798 годах был маршалом дворянства Роменского повета, а в 1785—1788 годах — предводителем дворянства Черниговского наместничества.
Во время пребывания Екатерины II в Киеве, с 29 января по 22 апреля 1787 года, Полетика вел «Дневник пребывания Екатерины II в Киеве, в 1787 г.», позднее напечатанный в журнале «Сын отечества» (1843, № 3) и в «Памятной книжке Киевской губернии на 1858 год». В этом дневнике он подробно описывал встречу Екатерины II и многие подробности её пребывания в Киеве. В том же 1787 году Полетика встречал Екатерину II в Чернигове и, по должности предводителя дворянства, приветствовал её небольшой речью, напечатанной в «Чтениях Императорского Общества истории и древностей Российских» за 1865 год (кн. II).

## Семья
С 1769 года был женат на Анне Федоровне Савич, дочери бунчукового товарища. Их дети:
- Павел (1766—?), хорунжий Роменского повета (1798), капитан (1800—1803), коллежский асессор (1811—1816).
- Яков (1768—?), умер до 1773 года.
- Иван, родился около 1770 года, комиссар Роменского повета (1798), капитан (1798—1820), умер до 1837 года.
- Алексей, родился около 1780 года. Окончил Инженерный кадетский корпус, откуда в 1799 году выпущен был прапорщиком в Мушкетерский Скобельцына полк. 12 июля 1800 года — подпоручик Мушкетерского Талызина полка, 25 декабря 1803 года — поручик Селенгинского мушкетерского полка. 20 декабря 1805 года — штабс-капитан при отставке. Подсудок Роменского поветового суда (1818).